# Neolophonotus bigoti
Neolophonotus bigoti là một loài ruồi trong họ Asilidae. Neolophonotus bigoti được Londt miêu tả năm 1988. Loài này phân bố ở vùng nhiệt đới châu Phi.